# Mangora vito
Mangora vito là một loài nhện trong họ Araneidae.
Loài này thuộc chi Mangora. Mangora vito được Herbert Walter Levi miêu tả năm 2005.